# Jelle Wallays
Jelle Wallays (Roeselare, 11 maggio 1989) è un ex ciclista su strada belga è stato professionista dal 2011 al 2023, ha vinto due Parigi-Tours, nel 2014 e nel 2019, la Dwars door Vlaanderen 2015 e una tappa alla Vuelta a España 2018.

## Carriera
Dopo tre stagioni da Under-23, passa professionista nel 2011 con il team Topsport Vlaanderen-Mercator, e nel 2013 coglie la prima vittoria da pro in una tappa della World Ports Classic. Nel 2014 si aggiudica la Omloop van het Houtland e la prestigiosa Parigi-Tours nella quale, a sorpresa, batte in una volata a due il più esperto Thomas Voeckler dopo una fuga partita al ventesimo chilometro che anticipa il gruppo dei favoriti. L'anno dopo fa sua la Dwars door Vlaanderen, e per il 2016 si trasferisce alla più quotata Lotto-Soudal. Nel 2018 conquista la tappa di Lleida alla Vuelta a España imponendosi in volata a due su Sven Erik Bystrøm. Nel 2019 vince nuovamente la Parigi-Tours dopo una fuga solitaria di 45 km.

## Palmarès
- 2007 (Juniores)

3ª tappa, 2ª semitappa Corsa della Pace Juniores
3ª tappa, 1ª semitappa Sint-Martinusprijs Kontich
- 2010 (Beveren 2000, quattro vittorie)

Parigi-Tours Espoirs
Gand-Staden
Grand Prix Criquielion
1ª tappa Tour de la Province de Namur
- 2013 (Topsport Vlaanderen-Baloise, una vittoria)

1ª tappa World Ports Classic (Anversa > Rotterdam)
- 2014 (Topsport Vlaanderen-Baloise, due vittorie)

Omloop van het Houtland
Parigi-Tours
- 2015 (Topsport Vlaanderen-Baloise, tre vittorie)

Grand Prix Criquielion
Dwars door Vlaanderen
Duo Normand (cronocoppie, con Victor Campenaerts)
- 2016 (Lotto-Soudal, una vittoria)

Grand Prix Pino Cerami
- 2018 (Lotto-Soudal, due vittorie)

6ª tappa Vuelta a San Juan
18ª tappa Vuelta a España (Ejea de los Caballeros > Lleida)
- 2019 (Lotto-Soudal, una vittoria)

Parigi-Tours

## Piazzamenti

### Grandi Giri
- Tour de France

2021: 131º
- Vuelta a España

2016: 92º
2017: 151º
2018: 143º
2019: 144º

### Classiche monumento
- Giro delle Fiandre

2012: ritirato
2014: ritirato
2015: 106º
2016: ritirato
2018: 82º
2021: 68º
2022: ritirato
- Parigi-Roubaix

2014: 70º
2015: ritirato
2016: ritirato
2017: 23º
2018: 14º
2023: 93º
- Liegi-Bastogne-Liegi

2012: ritirato

### Competizioni mondiali
- Campionati del mondo

Aguascalientes 2007 - In linea Juniors: 62º
Mendrisio 2009 - In linea Under-23: ritirato
Melbourne 2010 - In linea Under-23: 60º
Copenaghen 2011 - In linea Under-23: 65º
Toscana 2013 - Cronosquadre: 22º
Ponferrada 2014 - Cronosquadre: 17º
Richmond 2015 - Cronosquadre: 16º

### Competizioni europee
- Campionati europei

Herning 2017 - In linea Elite: 84º
Glasgow 2018 - In linea Elite: 33º